# Hrabstwo Franklin (Missisipi)
Hrabstwo Franklin (ang. Franklin County) – hrabstwo w stanie Missisipi w Stanach Zjednoczonych. Obszar całkowity hrabstwa obejmuje powierzchnię 566,74 mil² (1467,85 km²). Według szacunków United States Census Bureau w roku 2009 miało 8324 mieszkańców.
Hrabstwo powstało w 1809 roku. 
Hrabstwo należy do nielicznych hrabstw w Stanach Zjednoczonych należących do tzw. dry county, czyli hrabstw gdzie decyzją lokalnych władz obowiązuje całkowita prohibicja.

## Miejscowości
- Bude
- Meadville
- Roxie[6]

| Populacja hrabstwa w poprzednich latach | Populacja hrabstwa w poprzednich latach |
| Rok                                     | Liczba ludności                         |
| --------------------------------------- | --------------------------------------- |
| 1980                                    | 8205                                    |
| 1990                                    | 8377                                    |
| 2000                                    | 8448                                    |
| 2005                                    | 8411                                    |